# Дзьоба Михайло Романович
Дзьо́ба Миха́йло Рома́нович (позивний «Мікус»; 21 листопада 1980 Львів — 10 жовтня 2023 Новомихайлівка) — християнський служитель, майданівець, стрілець-снайпер 2 десантного штурмового батальйону 2 роти 1 взводу, 2 відділення, молодший сержант 79-ї окремої десантно-штурмової бригади, випускник економічного факультету Львівського національного університету імені Івана Франка.

## Життєпис

### Народження, навчання, діяльність
Народився 21 листопада 1980 у Львові в сім'ї бібліотекарки та інженера-будівельника. Жив та навчався у Середній загальноосвітній школі №41 Брюховичів. Був старанним і мав чудові знання з математики.
З 18 років проходив військову службу в танкових військах 52 ОМБр у Бахмуті на Донеччині.
Після служби здобув вищу освіту на економічному факультеті Львівського національного університету імені Івана Франка.
До мобілізації на початку 2023 року проживав у Києві понад 15 років, займався виготовленням виробів з граніту. Серед його виробів є фонтан для центральної частини Одеси.

### Активне патріотичне християнське служіння
З кінця листопада 2004 бере активну участь у Помаранчевій революції на Майдані Незалежності у Києві.
З грудня 2013 у столиці бере активну участь в Революції гідності.
У жовтні 2015 році розпочинає шлях активного парафіянина Патріаршого собору Воскресіння Христового УГКЦ у Києві, де після проходження Курсу "Альфа" Михайло стає служителем євангелізаційної Спільноти «Виноградник». Далі Михайло бере участь у служіннях спільноти, зокрема, у Курсі "Альфа", який був для Михайла важливим досвідом, оскільки він міг допомогти йому сформувати своє розуміння сенсу життя.
Михайло бере участь у заходах, пов'язаних із сімейними цінностями та інститутом сім'ї, а також у політичних акціях.
З початком повномасштабної війни був в охороні Патріаршого собору.
З квітня 2020 року до призову Михайло є волонтером соціальної ініціативи "Sobor.Help", яка допомагає людям з найбільш вразливих категорій, особливо під час пандемії COVID-19.

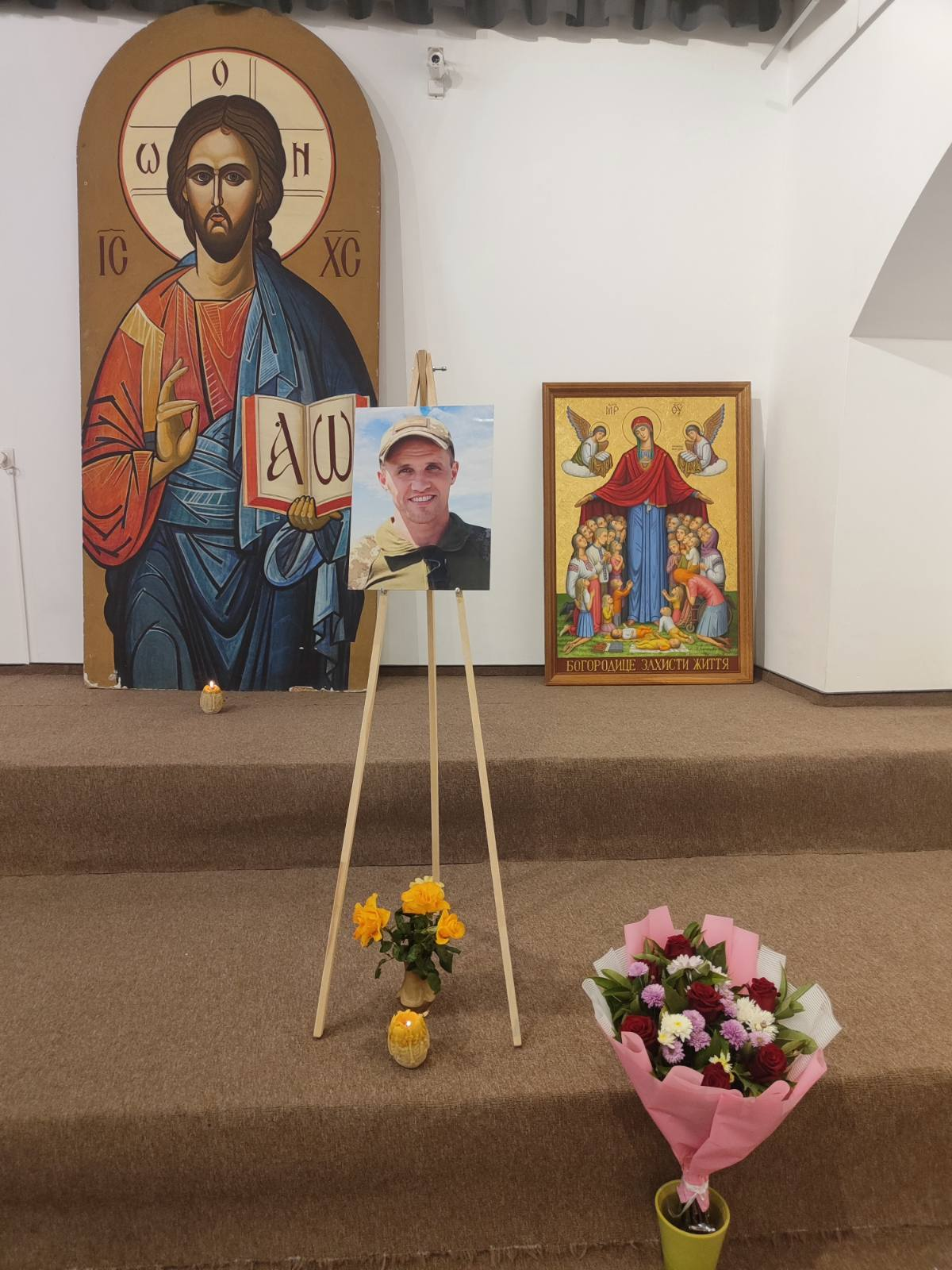
Зустріч-вечір спогадів Михайла Дзьоби у підвальному приміщенні (Галереї) Патріаршого собору у Києві

### Російсько-українська війна
Після початку повномасштабного вторгнення Михайло Дзьоба намагався потрапити на фронт, приїхавши до Києва, але його не взяли до війська одразу.
Він став бійцем територіальної оборони та охороняв Патріарший собор.
27 березня 2023 року був мобілізований до Збройних Сил України. Пройшов військовий вишкіл на полігоні у Житомирській області та був призначений до 79-ї окремої десантно-штурмової бригади. Михайло захищав Україну на Східному напрямку фронту.
У другій половині травня 2023 року був поранений. Після лікування повернувся на фронт у середині липня. За особисту відвагу нагороджений знаком нагрудним знаком «Кров за Україну».
Оборонець України загинув 10 жовтня 2023 року в ході виконання бойового завдання в районі села Новомихайлівка, Покровського району, Донецької області.
Чин парастасу відбувся 16 жовтня о 19:00 у рідному Храмі Різдва Пресвятої Богородиці, де й 17 жовтня розпочався чин похорону о 13:00. Поховання відбулося на місцевому кладовищі Брюховичів.

## Висловлювання та публікації
В особистому профілі у фейсбуці Михайло писав: "Приклад Австралії показує, що ті люди, які прийшли до влади, повинні відповідати перед своїм народом. Перші особи держави не мають морального права брати відпустки у скрутний для народу час. Довіру людей дуже важко заслужити, але так легко втратити".
"Проста істина: якби діти читали Біблію в школі, то їм не прийшлось би потім читати її у в'язниці".

## Родина
Дві рідні сестри, шестеро племінників та племінниць.

## Вшанування пам'яті
18 жовтня 2023 Академічна спільнота Львівського національного університету імені Івана Франка висловила щирі співчуття рідним, близьким, друзям та колегам загиблого Героя.
19 жовтня 2023 у підвальному приміщенні (Галереї) Патріаршого собору Воскресіння Христового УГКЦ у Києві відбулася чергова зустріч-вечір спогадів про Михайла Дзьобу, яка розпочалася панахидою.
21 листопада 2023 Український часопис у соціальній мережі "X" опублікував допис у день народження Михайла Дзьоби.
25 січня 2024 указом Президента України  посмертно відзначений  орденом "За мужність" III ступеня.
Вшановуючи пам'ять загиблих захисників, 26 квітня 2024 на фасаді СЗШ №41 відкрили меморіальні дошки Михайлу Дзьобі та двом іншим воїнам.